# Palästinaviper
Die Palästinaviper (Daboia palaestinae, Syn.: Vipera palaestinae) ist eine kleine bis mittelgroße Giftschlange aus der Familie der Vipern (Viperidae), die in Palästina und Israel über den Libanon bis nach Syrien heimisch ist.

## Merkmale
Die Palästinaviper erreicht eine Länge von bis zu 130 cm und ist damit eine relativ große Art ihrer Gattung. Der Körperbau ist zudem sehr kräftig. Die Grundfarbe ist grau, ockerfarben, gelblich oder hellgrau mit einer auffälligen Rückenzeichnung aus dunkelbraunen ovalen Flecken mit hellem Zentrum, die zu einem Zickzackband verschmelzen können. Die Körperseiten besitzen weitere dunkle Flecken. Auf dem Kopf befindet sich eine V-Zeichnung bis zum Hals von einem Fleck hinter der Schnauzenspitze ausgehend, zudem besitzt die Schlange ein dunkles Schläfenband über die Augen bis zu den Mundwinkeln. Vom Nasenschild zieht ein drittes Band senkrecht nach unten. Die Bauchseite ist grau und häufig dunkel gesprenkelt.

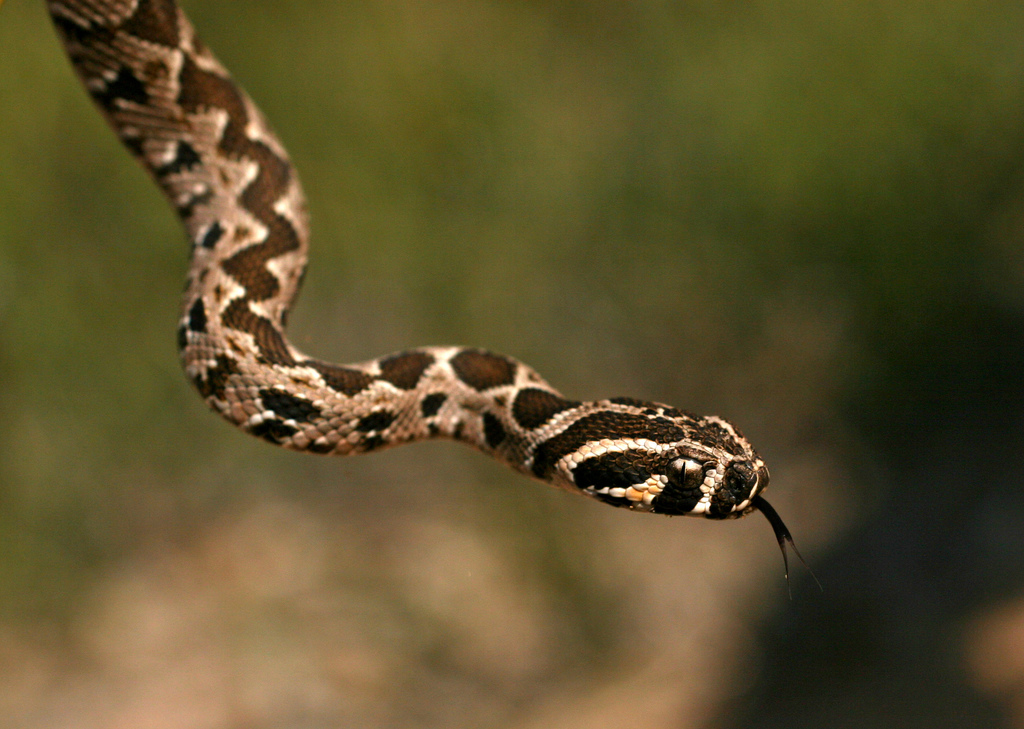
Kopf der Palästinaviper

Der Kopf ist dreieckig und deutlich vom Rest des Körpers abgesetzt. Die Augen besitzen vertikale Pupillen. Auf der Kopfoberseite sind die Kopfschilde vollständig in kleine Einzelschuppen aufgelöst. Das Nasenloch liegt in einer Vertiefung im Nasenschild. Unterhalb der Augen befinden sich zwei Reihen von Unteraugenschilden (Supraocularia). Die Körperschuppen sind gekielt. Um die Körpermitte liegen meistens 24 bis 25 Schuppenreihen. Die Unterschwanzschilde (Subcaudalia) sind wie bei allen Arten der Gattung geteilt.

## Verbreitung und Lebensraum

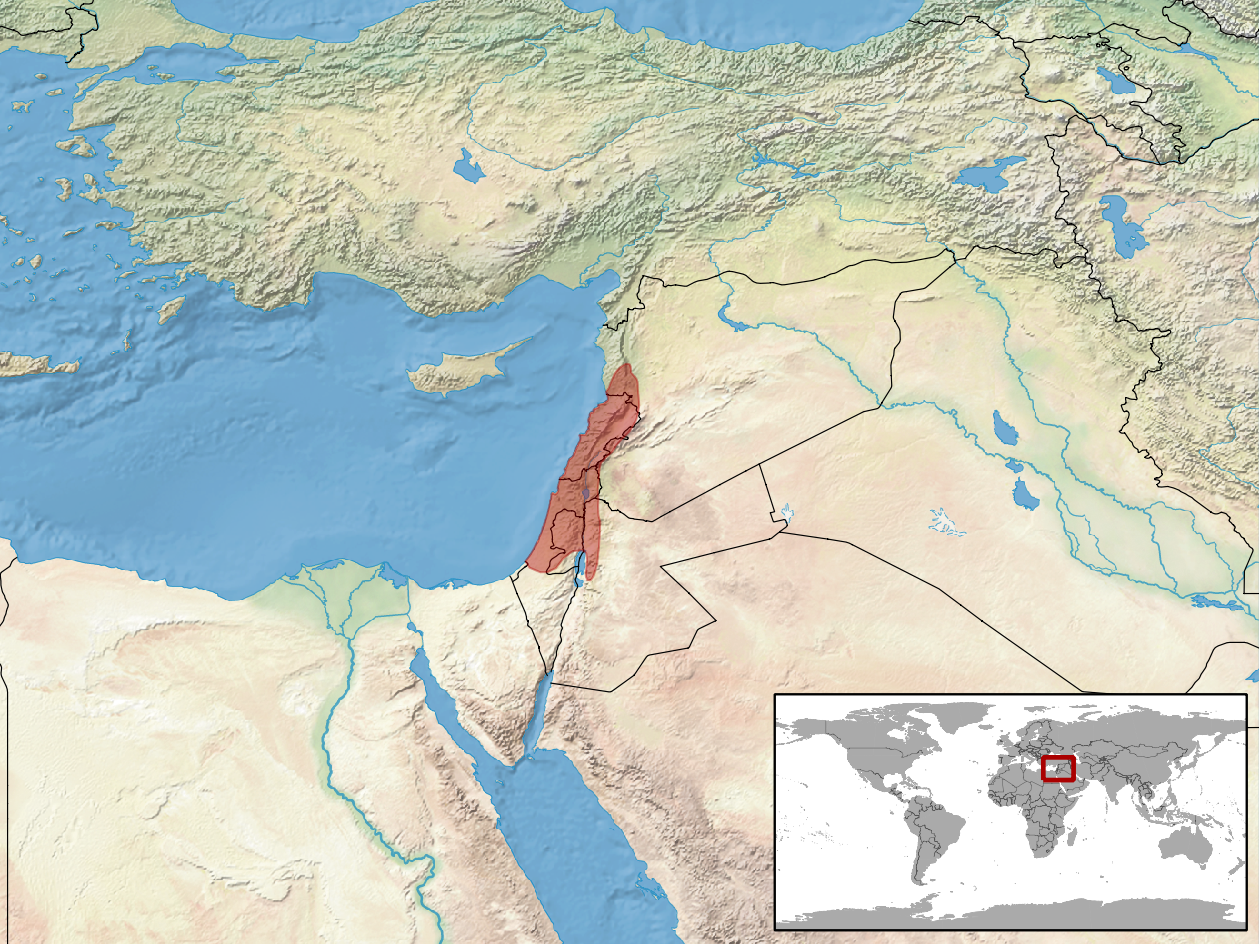
Verbreitungsgebiet

Die Palästinaviper ist vom Gaza-Streifen und Israel über den Libanon bis nach Syrien heimisch. Als ursprünglicher Lebensraum dienten lockere Eichenwälder, die im Verbreitungsgebiet selten geworden sind. Heute lebt sie vor allem an buschigen Hängen und kommt auch in Siedlungen, Gärten und Agrarflächen vor.

## Lebensweise
Die Palästinaviper ist vorwiegend nachtaktiv und lebt vor allem am Boden, begibt sich jedoch auch in niedriges Buschwerk. Sie ernährt sich von Kleinsäugern wie Mäusen, Ratten und Hamstern, von Kröten und Vögeln, die sie durch einen Giftbiss tötet.
Die Schlange ist wahrscheinlich eierlegend (ovipar) und legt Gelege mit bis zu 20 Eiern an. Nach etwa 80 Tagen schlüpfen aus diesen die Jungschlangen.

## Taxonomie
Die Palästinaviper wurde von Franz Werner 1938 bereits als Vipera palestinae nach ihrem Fundort wissenschaftlich beschrieben. In der Folge wurde sie 1952 als Unterart der Kleinasiatischen Bergotter (V. xanthina) eingestuft und 1983 von Obst als Daboia palaestinae in die Gattung Daboia eingeordnet. 1992 erfolgte eine Revision der Gattung Vipera, bei der die Kettenviper auf der Basis von biochemischen Merkmalen als einzige Art der Gattung Daboia bestätigt wurde, dabei wurde außerdem die Gattung der Großvipern (Macrovipera) gebildet.
Durch Lenk et al. 2001 wurde diese Zusammenstellung allerdings angezweifelt. Auf molekularbiologischer Basis wurde die Zuordnung der afrikanischen Macrovipera sowie der Palästinaviper zur Gattung Daboia vorgeschlagen. Diese Ansicht wird bestätigt durch Garrigues et al. 2004: Wie bei Lenk et al. 2001 ist die Gattung der Großvipern in der aktuellen Zusammenstellung paraphyletisch, die Kettenviper (Daboia russeli) bildet ein Taxon mit der Palästinaviper und den ehemaligen afrikanischen Großvipernarten und wurde entsprechend von Mallow et al. 2003 als Daboia geführt.

## Schlangengift

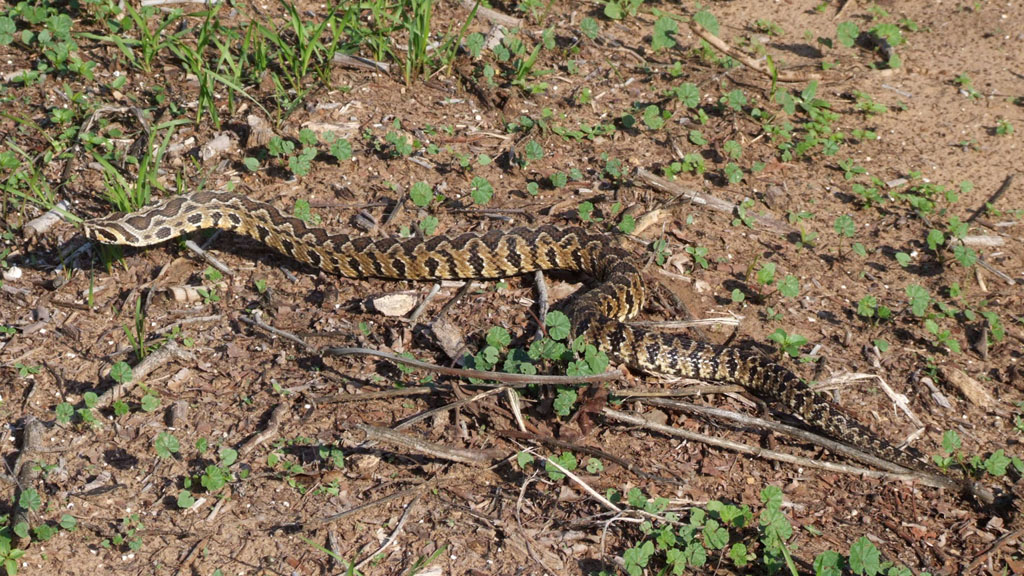
Palästinaviper (Vipera palaestinae)

Wie die meisten Viperngifte ist auch das Gift der Palästinaviper vor allem hämotoxisch, es zerstört also vor allem Zellen des Blutes und die sie umgebenden Gewebe durch verschiedene Proteasen. Hämotoxine führen zu umfassenden Gewebezerstörungen, inneren Blutungen und Schwellungen sowie Nekrosen und sind sehr schmerzhaft. Ähnlich wie das Gift der Kettenviper ist allerdings auch das der Palästinaviper sehr potent und besitzt Proteine, die die Blutgerinnung unterdrücken und damit gemeinsam mit den gewebezerstörenden Anteilen innere Blutungen verursachen. Blutungen treten dabei unter der Haut, in Nasen- und Mundhöhle und vor allem auch in Darm und Gehirn des Opfers auf. Der Biss der Palästinaviper kann entsprechend tödlich verlaufen und bedarf einer sofortigen Gabe von Antiserum.

## Gefährdung
Die Palästinaviper ist in der Roten Liste der IUCN aufgrund ihres großen Verbreitungsgebietes als nicht gefährdet („least concern“) gelistet.

## Belege